# Robert Ranulph Marett
Robert Ranulph Marett conocido comúnmente como R. R. Marett (1866-1943) fue un etnólogo británico. Exponente de la escuela evolucionista británica, se volcó al estudio de las religiones, modificando la secuencia evolutiva de la religión establecida por E. B. Tylor, que ubicaba al animismo en primer lugar. Marett articuló la concepción de maná, una fuerza impersonal de originaria de Melanesia (un tipo de animismo pre-mágico). La noción de mana fue presentada en su obra The Threshold of Religion (1909). Sucedió a Tylor en el cargo académico de Lector (Reader) en Antropología en la Universidad de Oxford en 1910 y en 1914 estableció el Departamento de Antropología Social. 
Rechazando las teorías animistas de Tylor por considerarlas simplistas, Marett afirmaba que el hombre primitivo reconocía algunos objetos inanimados por sus características específicas, tratando a todos los objetos como seres vivos, aunque sin la distinción de cuerpo y alma separadas. Considerando que la creencia del hombre primitivo en el mana era autoevidente, Marett tomó como poco significativa la cuestión de cómo los hombres desarrollaron la creencia de que un espíritu o alma reside en todas las cosas. 
Participó de investigaciones y excavaciones en yacimientos arqueológicos en La Cotte de St. Brelade entre 1910 y 1914. Publicó "The Site, Fauna, and Industry of La Cotte de St. Brelade, Jersey" (en Archaeologia LXVII, 1916).
Fue rector del Exeter College de Oxford.

## Obras
- The Threshold of Religion, (1909)
- Anthropology, (1912)
- Psychology and Folklore, (1920)
- Faith, Hope and Charity in Primitive Religion, (1930–1932) (Gifford Lectures)
- Sacraments of Simple Folk, (1930–1932) (Gifford Lectures)
- A Jerseyman at Oxford, (1941) (autobiografía)